# Carterus
Carterus (лат. , от др.-греч. καρτερός «могучий») — род жужелиц из подсемейства Harpalinae.

## Описание
Передние углы переднеспинки тупые или округлённые. Голова неглубоко сидит в переднеспинке, за глазами слегка сужена, у самцов лоб иногда с рогом.

## Систематика
В составе рода:
- Carterus angustipennis (Chaudoir, 1852)
- Carterus angustus (Ménétriés, 1832)
- Carterus dama (P. Rossi, 1792)
- Carterus fulvipes (Latreille, 1817)
- Carterus gilvipes (Piochard de la Brűlerie, 1873)
- Carterus gracilis (Rambur, 1842)
- Carterus interceptus Dejean & Boisduval, 1829
- Carterus microcephalus (Rambur, 1842)
- Carterus rotundicollis (Rambur, 1842)
- Carterus rufipes (Chaudoir, 1843)